# Міхал Шульц
Міхал Шульц (лит. Mykolas Angelas Šulcas, пол. Michał Szulc; 1769, Курляндія — 20 червня 1812, Вільно) — литовський і білоруський архітектор німецького походження. Представник пізнього класицизму.

## Біографія
У 1788 році закінчив Головну Віленську школу (в 1803 році була перетворена у Віленський університет) зі ступенем доктора філософії. Учень професора Лаврентія Гуцевича . З осені 1788 року викладав в школах Кретингена, Вільнюса, в 1794 році — Новогрудка. Брав участь у повстанні 1794 року. Восени 1797 року став ад'юнктом професора Лаврентія Гуцевича, пізніше — професором університету, очолив кафедру архітектури.
З 1799 року проектував, будував і реконструював навчальні корпуси Віленського університету і будинки персоналу університету, також інші житлові будинки Вільнюса, садибні ансамблі і храмові будівлі в Литві та Білорусі.
У 1809 році при реконструкції гімназії Віленського університету обвалилася стеля. Аварія сталася також при перебудові храму піарів у житловий будинок. Чотириповерховий будинок Шульца з величним класицистичним фасадом, побудований на розі вулиць Німецької Vokiečių g. 8 і Домініканської Dominikonų g. у 1800 році на місці недобудованого костелу єзуїтів, у XIX столітті був найвищим у Вільнюсі. Перед Другою світовою війною в ньому був готель «Європа». У 1944 році будівля згоріла і після війни на його місці був побудований звичайний житловий будинок.
У зв'язку з аваріями поліція заборонила Шульцу займатися проектуванням і будівництвом. Він був звільнений з посади архітектора університету, однак залишався професором архітектури.
Влітку 1812 року Шульцу було доручено зведення павільйону для урочистої вечері на честь імператора Олександра в Закреті (нині парк Вінгіс). Імператор та гості милувалися вишуканим оздобленням стелі. Незадовго до балу павільйон впав. Вражений Шульц кинувся у Вілію і потонув. Тіло його витягли через кілька днів у 20 верстах від міста.

## Творчість

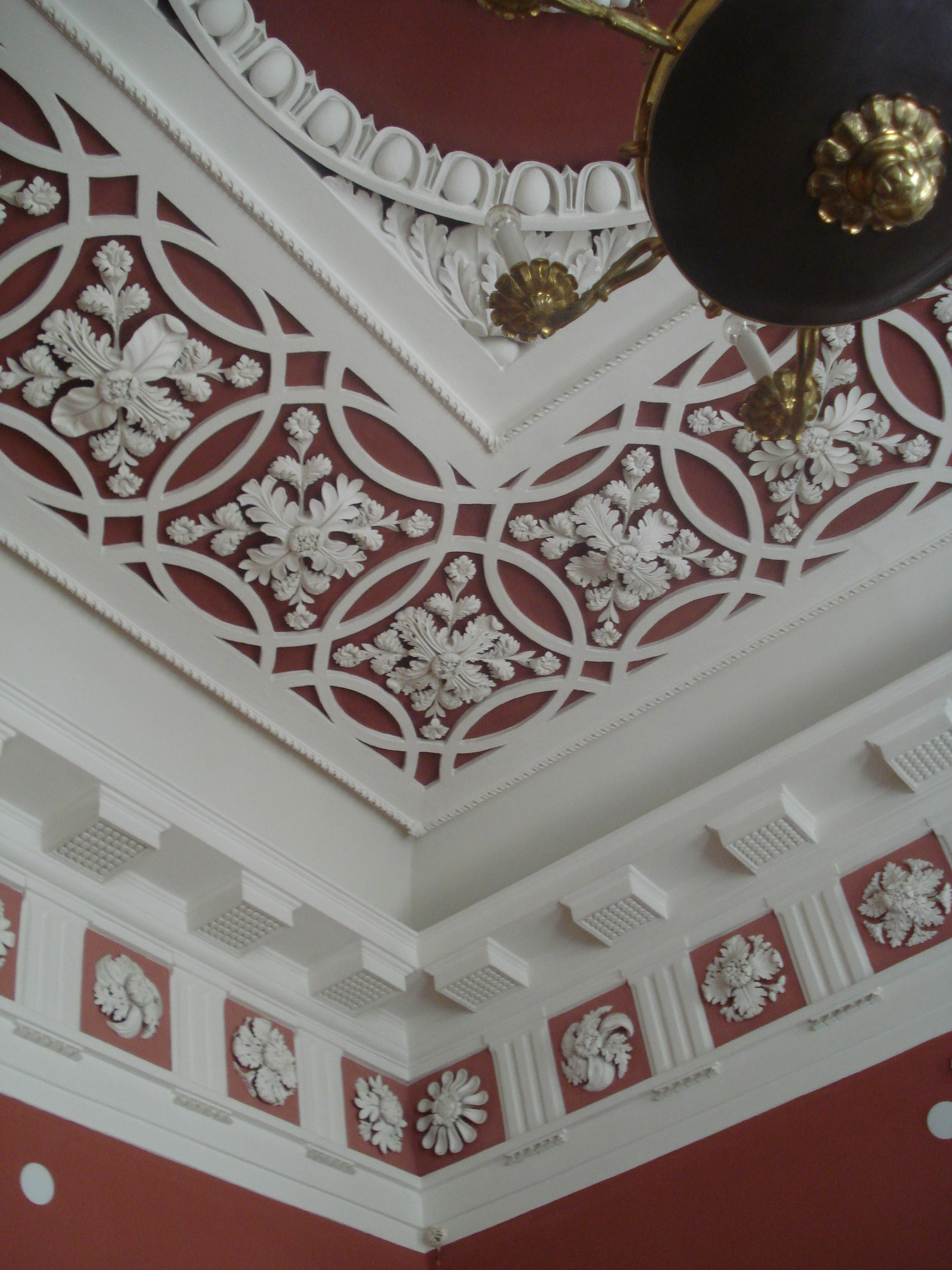
Вітальня у квартирі Шульца

На початку своєї діяльності завершував роботи, розпочаті Гуцевичем: у 1798–1801 роках завершив реставрацію віленського Кафедрального собору, в 1798–1800 — вільнюської ратуші.
Потім працював над реконструкцією будівель Віленського університету. У 1799–1801 роках на третьому поверсі північного корпусу двору Сарбевія обладнав власну квартиру на чотири кімнати. Інтер'єр квартири Шульц декорував ліпними орнаментами і формами різних ордерів. Для освітлення спальні на зразок римського атріуму в стелі і даху прорубано вікно прямокутної форми. Приміщення прикрашене формами доричного ордера, сконцентрованими в антаблементі та обрамленні вікон. Антаблемент, що оперезує вітальню, складається з фриза, розбитого на метопи з розетками рослинних мотивів. Антаблемент інших кімнат коринфського і тосканського ордеру. У своїй квартирі Шульц читав лекції, використовуючи її як наочний посібник з історії архітектури та проектування.

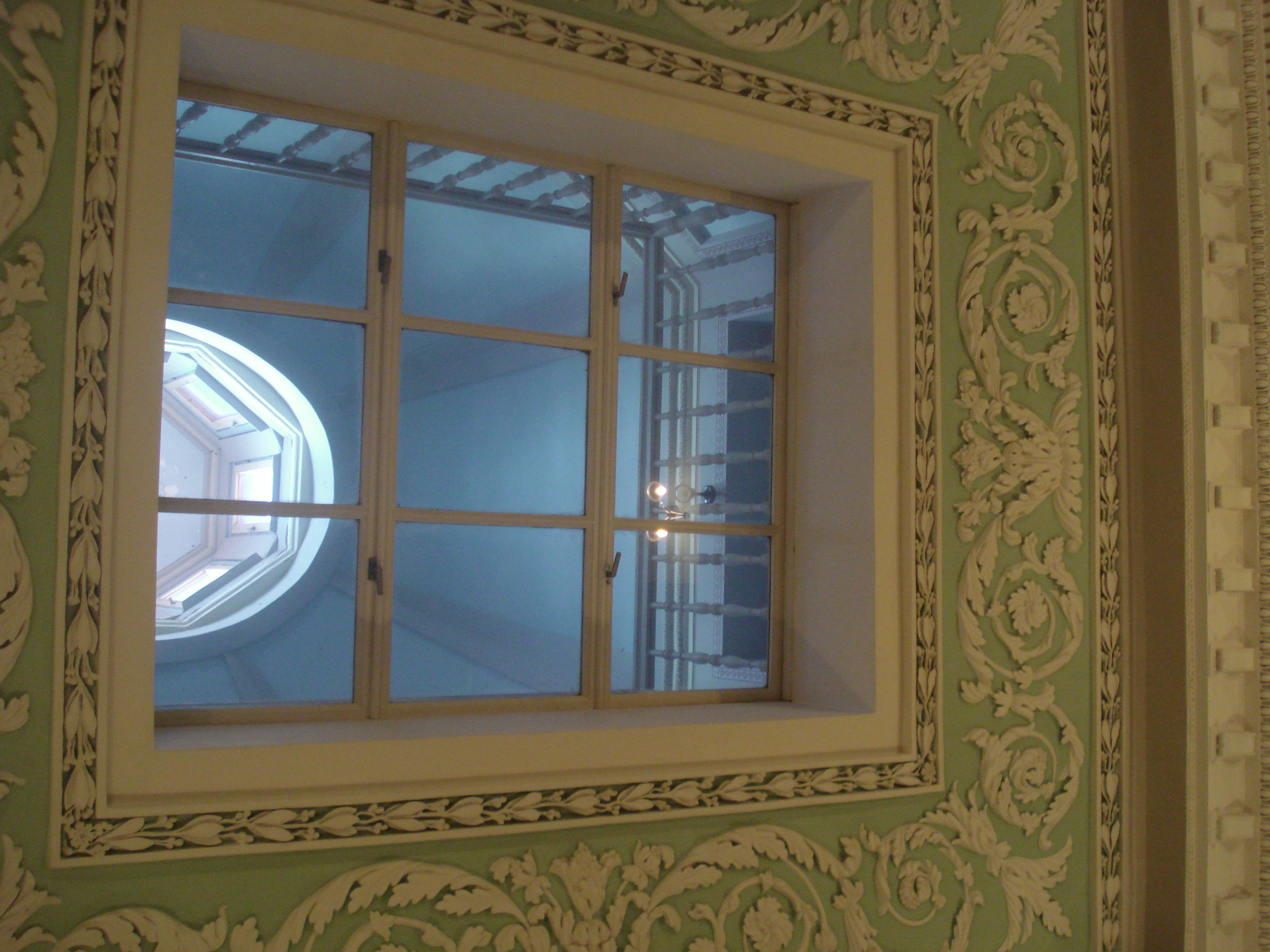
Спальня у квартирі Шульца

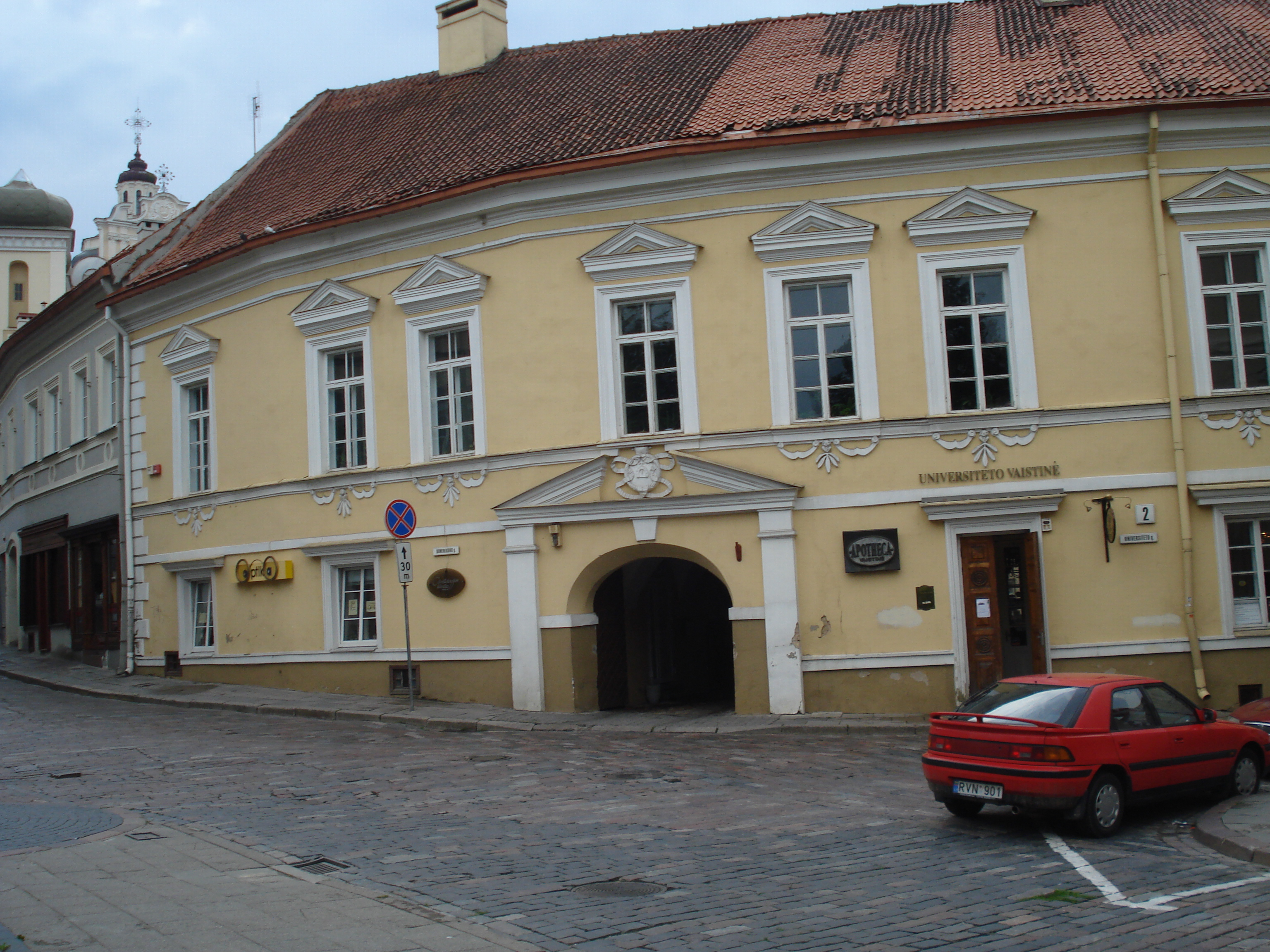
Палац Бжостовських (університетська аптека)

Одноповерхові будівлі західного корпусу двору М. Даукша Шульц реконструював під квартири професорів, змінивши планування і надбудававши два поверхи. У 1806 році третій поверх західного корпусу двору Сарбевія архітектор пристосував під бібліотеку. У 1810 році у Великому дворі він перебудував фасад аули, прикрасивши його класицистичним порталом. У 1811 році Шульц працював на проектом реконструкції аули.
У 1799 році архітектор реконструював будівлі в Сярейкішках, пристосувавши їх для кафедри природничих наук (лабораторії, аудиторії, квартири професорів). Тоді ж ним був підготовлений проект Сярейкішкського ботанічного саду і побудований місток в саду. Восени того ж року Шульц реконструював будівлю університетської аптеки (палац Бжостовських) на розі вулиць Святого Іоанна (Швянта Йона, Šv. Jono g.) і Університетській (Університету, Universiteto g.).

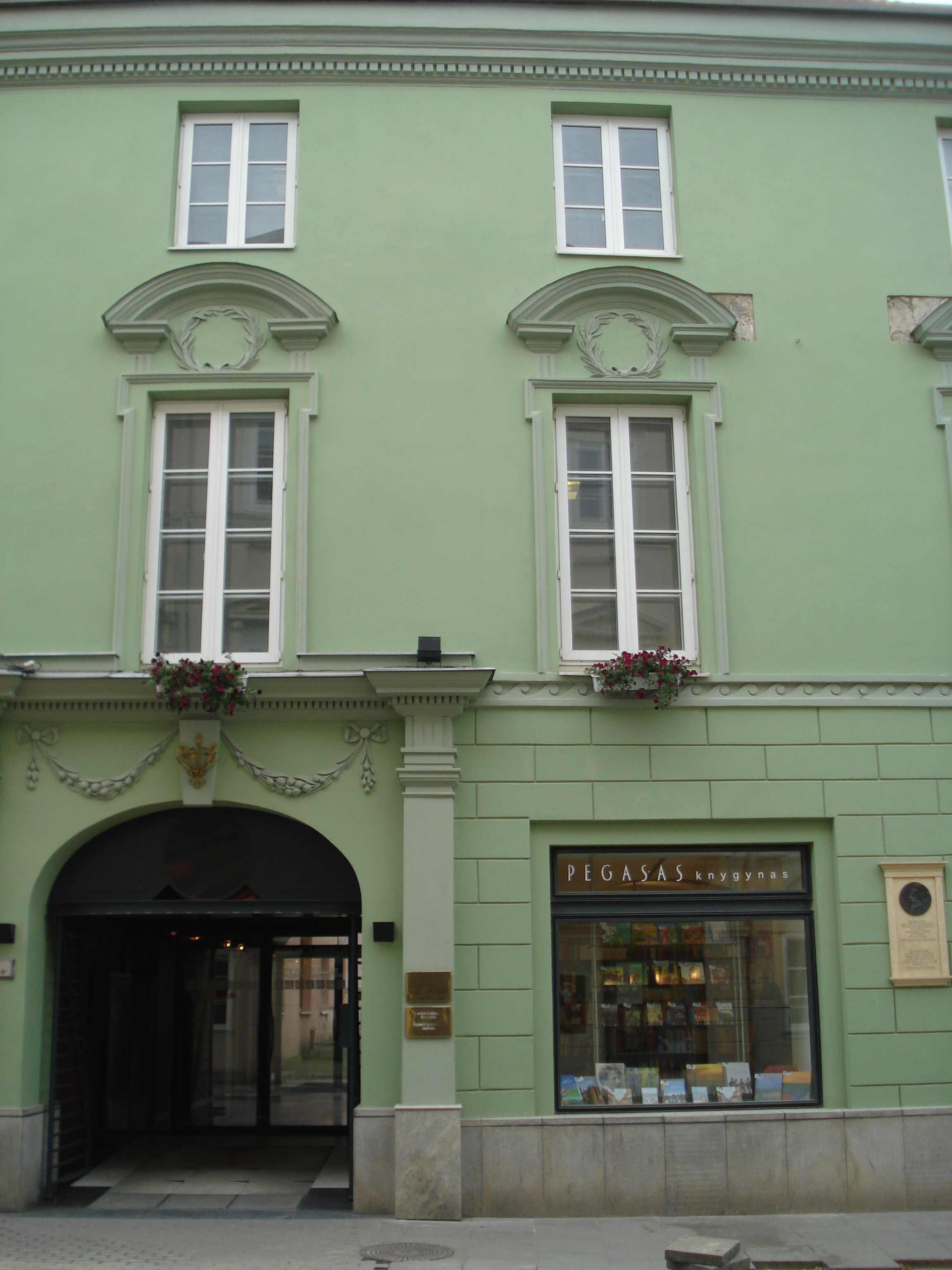
Будинок Франка

У 1807 році архітектор реконструював триповерховий будинок Прозорів на Великій вулиці, в якому були розміщені квартири для професорів. Опісля будівля стала відомий як будинок Франка (Didžioji g. 1; зараз тут розташовуються книжковий магазин, посольство Франції та Французький культурний центр). Розташований асиметрично під'їзд підкреслює доричні пілястри і лиштви. Великі вікна другого поверху прикрашають обрамлені і ліпні орнаментні вінки. Кут будинку акцентований білим рустом.
У 1807–1810 роках за проектом Шульца залишки покинутої Пречистенської церкви були перебудовані в університетський Анатомікум з аудиторіями і прозектарськими на першому поверсі і кабінетами, навчальними та господарськими приміщеннями на другому.
Триповерховий будинок, який належав університету, Шульц у 1809–1810 році реконструював для потреб хімічної колегії: побудував велику ратондну аудиторію, обладнав квартири професорів. У хімічній аудиторії у формі амфітеатру в нішах між доричними пілястрами були вбудовані циліндричні печі. Двоє дверей обрамлює портал з доричними колонами. Ротонду оперізує широкий антаблемент. Купольне склепіння має кесонне рішення. Зараз у цій будівлі розташовується Міністерство освіти і науки Литви (ріг вулиць А. Волана і Святого Миколая, A. Volano g. 2 / Šv. Mykolo g. 9 A. Volano g. 2 / Šv. Mykolo g. 9).

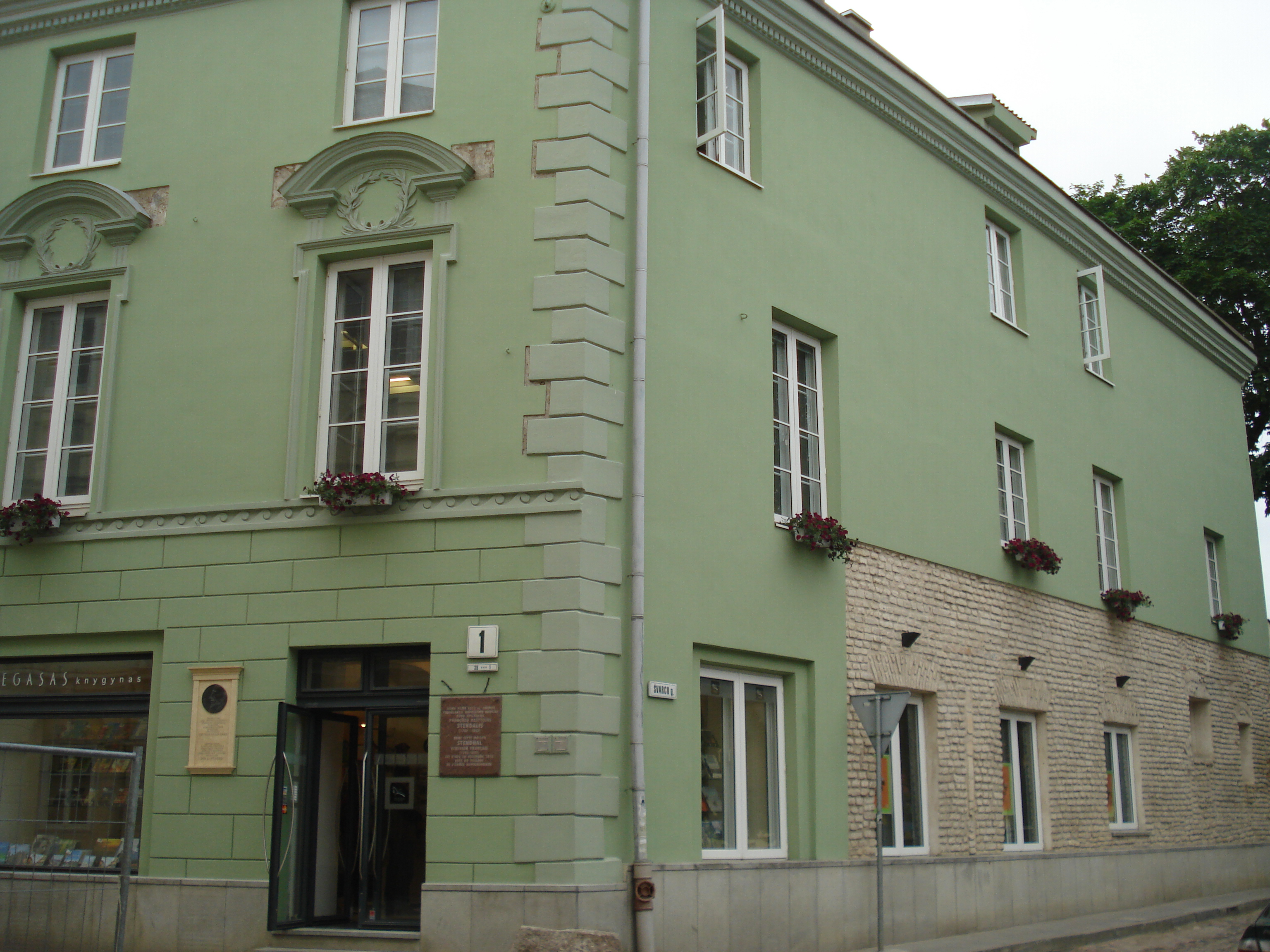
Будинок Франка

Шульц також проектував різного роду культові будівлі. У 1802 році він спроектував і збудував дзвіницю костелу Святої Анни у Вільнюсі, керував реставраційними роботами з його відновлення. У 1802–1803 роках архітектор підготував проект тринефної церкви, школи, господарських та виробничих будівель у Свіслочі (Білорусь), ще один у 1810 (не реалізований). Ймовірно, що Шульцу належить проект ансамблю кам'яних каплиць в Вабальнінкасі (зараз Біржайський район).

### Палац Тизенгаузів
На початку XIX століття архітектор брав участь в створенні інтер'єрів палацу Тизенгаузів у Вільнюсі на розі Німецької і Троцької вулиць (нині Вакечу і Траку, Vokiečių g. 28 / Trakų g. 17)

### Садиби
У 1802–1822 роках Шульц проектував ансамбль садиби М. К. Огінського в Заліссі, недалеко від Сморгоні, який включав одноповерховий палац із симетричним фасадом, з мезоніном і двоповерховими павільйонами по кутах, оранжерею, водяний млин, каплицю, павільйони, містки в парку. У 1806 році архітектор реконструював садибу в Нямежисі (нині Вільнюський район), близько 1811 року садибу в Анташаві (нині Вільнюський район).

### Риси стилю
При реконструкції будівель університету Шульц, як правило, велику увагу приділяв зручності і функціональності. Від робіт представників раннього класицизму і стилю його вчителя Лаврентія Гуцевича проекти Шульца відрізняються помірністю форм, економічністю, відмовою від підкресленої величі головних фасадів і пропорціями, близькими до звичайних пропорцій ампіру.

## Пам'ять
Іменем Шульца названа одна з вулиць Mykolo Šulco gatvė в районі Вільнюса Пашилайчай.